# Fiescherhorn
El Fiescherhorn es el nombre dado a tres montañas en el macizo de los Alpes berneses en Suiza. Estas son el Gross Fiescherhorn (4049 m), el Hinter Fiescherhorn (4025 m) y el Ochs (3900 m). Las montañas están bien ocultas detrás de otras montañas de mayor altura y pueden ser vistas solamente desde la ciudad de Grindelwald (1034 m), aunque este no sea generalmente el punto de partida para una escalada de estas cimas.
Las subidas al Fiescherhorn se hacen generalmente a partir de una de las tres rutas más conocidas, la primera a partir de la Obermönchjochhütte (véase Mönch), la segunda a partir de la Konkordiahütte y las tercera a partir del Finsteraarhornhütte.
La cumbre del Gross Fiescherhorn (4.049 m) fue alcanzada por primera vez el 23 de julio de 1862 por los guías Christian Almer y Ulrich Kaufmann, con el inglés A. W. Moore.